# Raja africana
Raja africana är en rockeart som beskrevs av Capapé 1977. Raja africana ingår i släktet Raja och familjen egentliga rockor. Inga underarter finns listade i Catalogue of Life.